# キンダ王国
キンダ王国（kingdom of Kinda; al-Kindat al-mulūk）は、5世紀から6世紀にかけて、アラビア半島の南部から中央部、北部にわたって支配権を保持したアラブの一部族、キンダ族の王権に対する通称である。部族が強勢になったときの指導者の名前に基づいてフジュル朝と呼ぶことも提案されている。詩人のイムル＝ル＝カイスはキンダ王国の支配家系の一員である。

## 前史

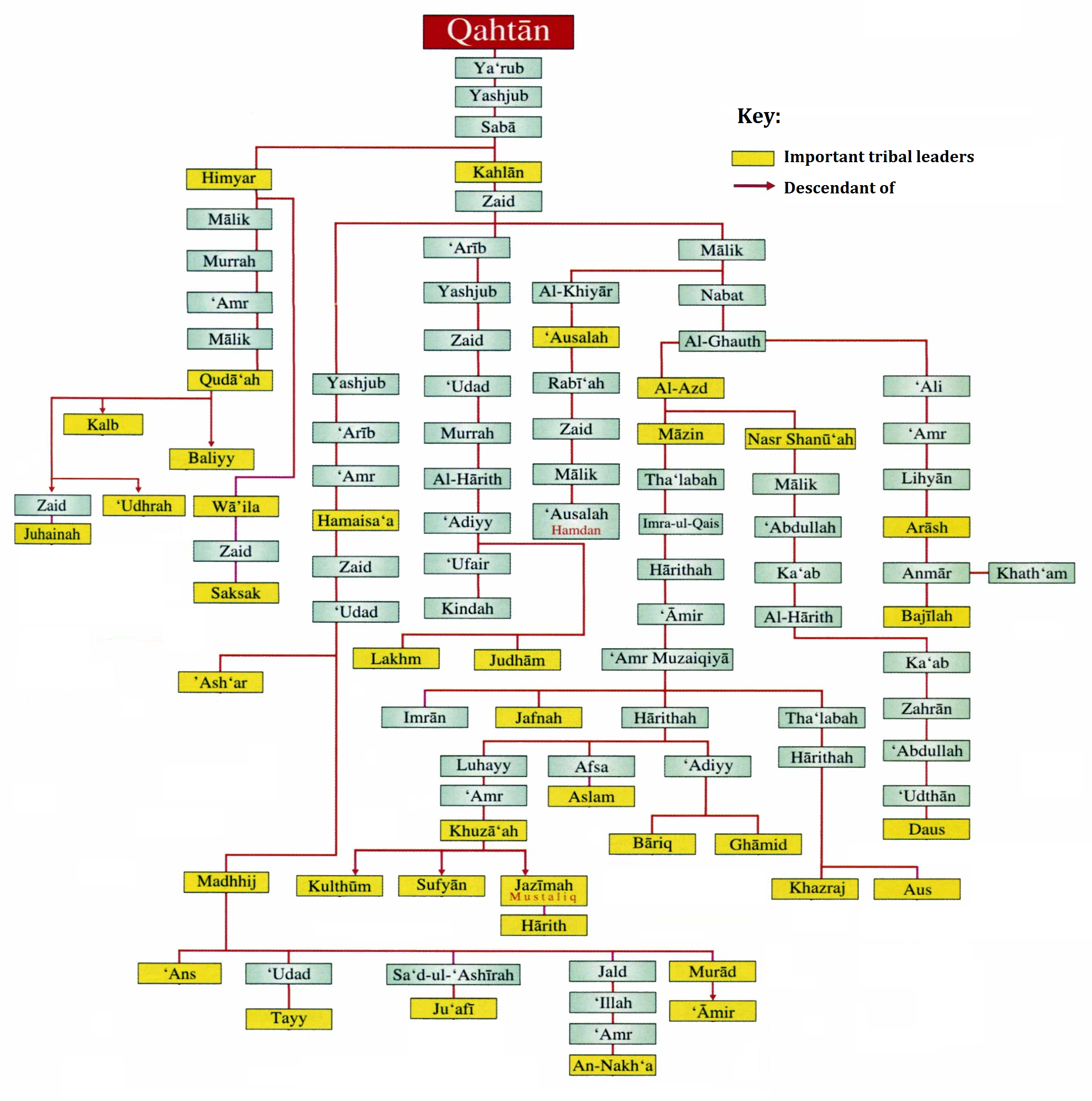
カハターン族の系譜図。図中でカハターンからカハラーン、アリーブらを経由して14世孫として示されている人物キンダが、バヌー・キンダの始祖。

キンダ族 Kinda はアズド族 Azd などと同じく、カハラーン族（Kahlān）の一分枝であると称する南アラブの部族である。ただし実際には南アラブの部族の初期の系譜は、ほとんどすべてが擬制的なものである。したがって、厳密には、この血統を有する人々というより、この自己認識を持つ人々がキンダ族に属する人々であるとする方が適切である。また、この自己認識の有無が、ヒムヤル族をはじめとする他の南アラブの人々と、キンダ族とを分ける違いである。
キンダ族はもともと、ハドラマウト西部の定住民であり、けっして大規模な集団ではなかった。キンダ族に関する最古の言及は4世紀の碑文に見られる（ただし20世紀初頭に見つかっている範囲である）。

## フジュル朝

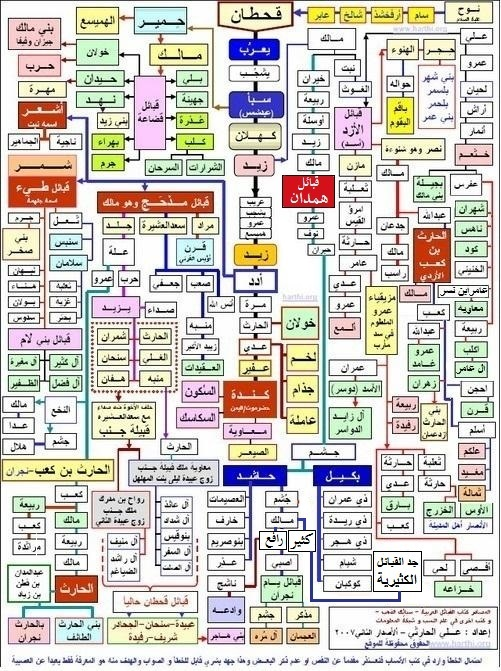
ヌーフ（方舟を造ったノア）から記載したカハターン族の系譜図。図中中央部のキンダから派生している一族が王国を築いた一族である。

5世紀中葉に、キンダ族に属する一部族、バヌー・ムアーウィヤからフジュル Ḥudjr またの名をアーキル＝ル＝ムラール  Ākil al-Murār という人物が出た。アーキル＝ル＝ムラールは、ヒムヤル族の援助の下、アラビア半島南部から中央部、さらには北部へと進出し、当時これらの地域で覇権を握っていたマアッド族 Maʿadd に代わって支配権を得ていった。アーキル＝ル＝ムラールから3世代下った4世代目ぐらい（イムル＝ル＝カイスの世代あたり）までがアラビア語で al-Kindat al-mulūk, 英語で Kingdom of Kinda と呼ばれている。日本の歴史学でも慣例的に「キンダ王国」と呼ばれているが、蔀 (2018) は「フジュル朝」と呼ぶことを提案している。
アーキル＝ル＝ムラールはヒムヤル族の王ハッサーン・トゥッバ Ḥassān Tubbaʿ と義理の兄弟の関係にあり、ヒムヤル王国の伝統に従って息子のアムルを宮廷に近習として仕えさせていた（これには人質としての意味もある）。アラビア半島中央部（ヤマーマ）への進出は、当初、ハッサーン・トゥッバが主体であり、アーキル＝ル＝ムラールは彼に従って従軍し、占領地の統治を任されていた。ハッサーンがジャディー族への遠征の帰り、ハッサーンの弟の一人の煽動により殺されると、アーキル＝ル＝ムラールはそのままヤマーマを中心に支配権を確立した。アイヤーム ʿAyyām あるいはヤウム＝ル＝バラダーン Yawm al-Bradān と呼ばれるアラブの戦乱の時代に関する語りにおいて、アーキル＝ル＝ムラールはよく、その好敵手である、ビザンツ皇帝と同盟を結んだアラブの王、サーリフ族 Ṣāliḥ のハブーラの息子ズィヤードとともに言及される。
アーキル＝ル＝ムラールの息子アムルの息子ハーリス al-Ḥārith b. ʿAmr がキンダ王国の歴史上もっともよく知られた人物であり、当時、その名はアラビア半島内のみならず、サーサーン朝ペルシア帝国やビザンツ帝国にまで、それらの同盟国であったアラブのラフム朝やガッサーン朝を介して知れ渡った。西暦500年前後にハーリスの息子たちがビザンツ帝国の辺境を侵し、502年に帝国はハーリスと講和条約を結ばざるを得なくなった。ペルシアは一時的にマズダク教を受け入れたハーリスに対してヒーラの町を治めさせた。しかしハーリスがヒーラを治めたのはカワード1世帝の没後のごく短い間だけで、その後はビザンツ皇帝からパレスチナ地方におけるピュラルコスへの任命を受けた。ところがその後、ハーリスは同属州の総督ディオメデ Diomede との間で諍いが起きて、沙漠へ逃げたところを殺された。ハーリスを殺したのはラフム家のムンズィル Mundhir とも、カルブ族 Kalb に属する誰かとも言われる。
ハーリスはマアッド族がかつて支配下に置いていた部族を、4人の息子に分割支配させた。例えば長男フジュルはアサド族 Asad を、四男マァディー＝カリブはカイス族 Qays とキナーナ族 Kināna を支配した。しかしハーリスの死後に兄弟間の争いが表面化し、キンダ王国は混乱していった。530年前後にビザンツ皇帝はペルシアに対抗するため、エチオピア、ヒムヤル王国、キンダ王国に、ユリアンとノンノソスの2名の外交使節を送り、同盟を求めた。外交使節らはハーリスの孫とみられるカイス Qays という人物に、ナジュド地方の権益を手放させる代わりにパレスチナ地方の権益を認めて、カイスの兄弟との争いを仲裁した。ただしこの外交にはヒムヤル族とキンダ族との不和を作出する意図もあった。
6世紀後半のキンダ王国が瓦解状態にあったのは明白である。ハーリスの子孫らの兄弟殺しに加えて、ハーリスの父アムルの弟ジャウン al-Djawn の子孫にあたる系統のキンダ族（バヌー・ジャウン）も、昔から反目を続けていたタミーム族 Tamīm とアーミル族 Āmir との争いに巻き込まれてほぼ壊滅した。当時あまりにも不安定になったキンダ族の状況に鑑みて、彼らは故地であるハドラマウトに戻ることを決めたと伝えられている。
ビザンツ帝国の年代記作家は、ハーリスの息子フジュルの名をオガロス Ogaros の名で伝えている。ビザンツ帝国の年代記によると、フジュルは他の兄弟同士の争いから身を引いていたが、次第に支配下の部族がキンダ族を侮るようになると、懲らしめのためそれらの部族に遠征したという。しかし幕屋にいたところにアサド族の奇襲を受け、殺された。Encyclopaedia Islamica, first edition  はこの時点をキンダ王国の実質的な終焉と見る。父フジュルに随行していた王子イムル＝ル＝カイスは辛くも逃げ出し、以後、自部族の再浮上のために奔走した。最終的にイムル＝ル＝カイスはコンスタンティノープルへ向かい、皇帝に援助を願ったが受け入れられず、失意の中アラビアへ戻る途中、現代のアンカラ付近で暗殺された。

## 歴史的評価
アラビア半島の広大な領域を約100年間にわたり勢力下においたキンダ王国に対する歴史的評価に関して、例えば Encyclopaedia Islamica, second edition は次の5点を重要な論点として指摘している。すなわち、(1) 北部と中央部のアラブ諸部族を政治的に統合しようとした歴史上初の政権であったこと、(2) 北部・中央部に南部のヒムヤル王国的な定住式生活様式をもたらしたこと、(3) キンダ王国の支配家系がキリスト教を受容したこと、(4) アラブの識字率の向上に貢献したこと、(5) 支配家系から詩人のイムル＝ル＝カイスを輩出したことの5点である。
第3点目に関して、ハーリス・ブン・アムルの娘ヒンド Hind がヒーラにおけるキリスト教会建立を記念して立てた碑文は、先イスラーム時代のアラブのキリスト教受容研究における最重要史料である。第5点目が重要な理由は、イムル＝ル＝カイスが卓越した詩人であったことと、キンダ王国がアラブ諸部族の統一を約100年間維持したことを要因として、彼が詩で使った言葉が、方言の差異の激しかったアラビア語に共通語を提供したためである。
Encyclopaedia Britannica もキンダ王国がアラビア中央部の多様な部族の中央集権化を図った最も早い事例であるという、上記 (1) 
と同様の歴史的評価している。

## その後のキンダ族
キンダ族が他のアラブを従える時代は終わったが、その後も例えば、7世紀の詩人アァシャーが詠んだ詩における言及を参照すると、前出のハーリスの四男マァディー＝カリブの息子カイスが、有力者であったことがわかる。そのカイスの息子アシュアスは、イスラームを受容後、預言者の死後に離反してアブー・バクルに攻められた人物である。さらにそのアシュアスの子孫の一部は最初にエジプトに移住したグループになり、ウマイヤ朝の宮廷で重要な地位を占めた人物も輩出していく。さらにその一分枝の子孫は、イスラーム期のイベリア半島の王朝国家の宮廷で重要な地位を占める有力家系になった。
ダマスクスやバスラなどの占領地にはキンダ族が集まって暮らす区画が生まれ、9世紀初頭の詩人アブー・ヌワースはバスラのキンダ族の集住区で生まれたと言われている。なお「キンディー」はキンダ族の庇護民（マウラー）である（又は祖先がマウラーであった）ことを示すニスバである。このニスバを持つ人物としては哲学者のヤァクーブ・ブン・イスハーク・キンディーなどが有名である（詳細はキンディー (曖昧さ回避)を参照）。